# Nova Roma do Sul
Nova Roma do Sul este un oraș în Rio Grande do Sul (RS), Brazilia.